# قسم ستراسبورغ

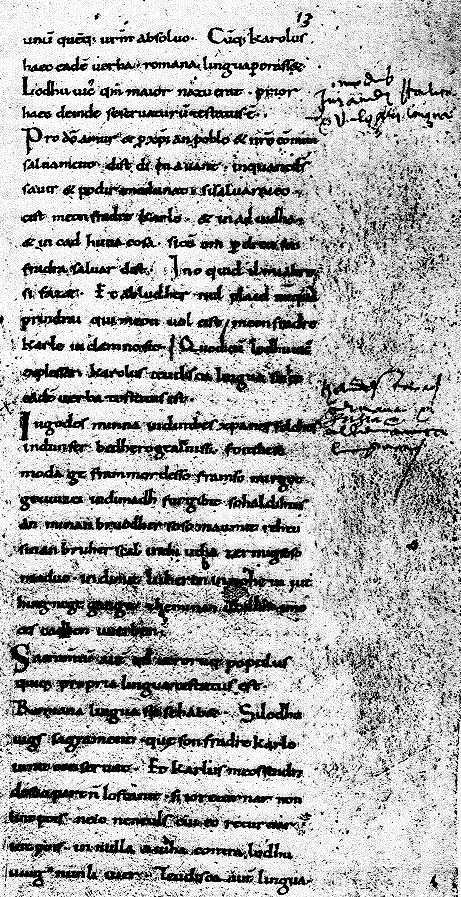
وثيقة قسم ستراسبورج

 قسم ستراسبورج هو الاسم الذي يطلق على التعهدات التي تم اتخادها في شأن ولاء أولاد لويس الأول، لويس الألماني وأخيه تشارلز الأصلع ،وأخيهم الأكبر لوثاير lothair (لوثر).
أصبحت المملكة الفرنكية إمبراطورية مع تتويج شارلمان (Charlemagne).قسم شارلمان إمبراطوريته الواسعة في عام 806 بين أولاده الثلاثة-بيبين، ولويس، وشارل. ولكن بيبن توفي عام 810، وشارل في عام 811، ولم يبق من هؤلاء الأبناء إلا لويس، وكان منهمكاً في العبادة انهماكا بدا معه أنه غير خليق بأن يحكم عالماً مليئاً بالاضطراب والغدر. غير أن لويس الأول رغم هذا قد رفع باحتفال مهيب في عام 813 من ملك إلى إمبراطور.
و بعد موت لويس الأول قسمت المملكة الفرنكية من جديد. اثنتان من هذه الممالك عمرتا، مملكة فرنكيا الشرقية (Francia orientalis) شكلت ألمانيا فيما بعد ومملكة فرنكيا الغربية (Francia occidentalis) والتي شكلت فرنسا. عام 842 م قام أحفاد شارلمان بعقد قسم ستراسبورج في شتراسبورغ (serments de Strasbourg). تعتبر وثيقة هذا العقد من أقدم الوثائق المكتوبة بلغتين متباينتين (التوداسك والرومان) آنذاك. يعتبر بعض المؤرخين في فرنسا هذه الوثيقة عقد الميلاد الرسمي لبلاد فرنسا وكذلك ألمانيا.